# Suro din Geumgwan Gaya
Suro, sau Sureung (수릉, 首陵), (42 - 199), numit în mod obișnuit Kim Suro, a fost fondatorul și legendarul rege al statului Geumgwan Gaya în Coreea de sud-est. 

### Legenda
Conform legendei fondatoare din Geumgwan Gaya înregistrate în textele secolul al 13-lea din cronica Garakguk-gi (hangul: 가락국기, hanja: 駕洛國記) de Samguk Yusa, Regele Suro a fost unul dintre cei șase prinți nascut din oua care a coborât din cer intr-un castron de aur înfășurat în pânză roșie. Suro a fost cel întâi născut dintre ei și a condus la crearea altora 6 state în timpul afirmarii conducerii Confederației Gaya. De asemenea, conform legendei, regina Regelui Suro, Heo Hwang-ok, a fost o prințesă din țara indiana de Ayuta (아유타, 阿踰陀). Ea se spune că a ajuns în Gaya cu barca. Ei au avut in total zece fii, doi dintre ei au luat numele mamei de familie. Ayuta este astăzi adesea identificat cu Ayodhya în India si povestea a câștigat semnificație moderna în lumina relațiilor zilelor moderne între Coreea și India. 
Legenda ca un întreg este văzută ca un indicativ de vederii timpurii de regi ca coborâti din cer. În special, un număr de regate coreene pe lângă Gaya a făcut șase legende fondate cu legături la puii de găină și ouă. Jumong, regele fondator al Goguryeo-ului, se spune că a fost născut dintr-un ou stabilit de către Lady Yuhwa de Buyeo; Bak Hyeokgeose, primul rege al Saro-Guk, sau Silla, se spune ca a eclozat dintr-un ou descoperit într-o fantana; si Kim Alji, precursor a dinastiei Kim de Shilla, se spune ca a fost descoperit în Padurea Gyerim de Hogong într-o cutie de aur, unde un cocos a cantat. Aspecte ale legendei au fost exploatate pentru informații despre obiceiurile din Silla, din care se cunoaste foarte putin.

### Mormant si descendenti
Un mormânt atribuit regelui Suro este încă menținut în zilele moderne din Gimhae. Membrii clanului Gimhae Kim, care continuă să joace un rol important în viața coreeană astăzi, urme strămoșilor lor la King Suro, și de către membrii Clanului Gimhae Heo; ei nu au facut inter-căsătorii până la începutul secolului 20.

### Relațiile cu Ayodya
În orașul indian de nord a Ayodhya, o vizita recenta a delegației coreene a inaugurat un memorial la strămoșul lor regal, Regina Heo Hwang-ok. Mai mult de o sută de istorici și reprezentanți ai guvernului, inclusiv ambasadorul nord-coreean în India, au dezvaluit memorialul de pe malul de vest al râului Saryu.

### In cultura populara
O serie de drama de televiziune intitulat Kim Suro a început a fi difuzat pe 29 mai 2010 pe rețeaua MBC. Starul din serie Ji Sung ca Kim Suro cu o distributie de sprijin, care ii include pe Yu Oh Seong și Bae Jong-ok.